# Jesús Olalla
Jesús "Josu" Olalla Iraeta (Irun, 15 de julho de 1971) é um ex-handebolista profissional espanhol, medalhista olímpico.